# Jaderná elektrárna Lubiatowo-Kopalino
Jaderná elektrárna Lubiatowo-Kopalino (polsky Elektrownia Jądrowa Lubiatowo-Kopalino) je plánovaná jaderná elektrárna v Polsku. Původně se zvažovalo až 92 potenciálních lokalit, mezi kterými byla i nedokončená jaderná elektrárna Żarnowiec, ale nakonec byla zvolena lokalita v Pomořském vojvodství, poblíž vesnic Lubiatowo a Kopalino.

## Historie a technické informace

### Počátky
Na začátku procesu výběru lokality bylo zvažováno až 92 potenciálních lokalit. Dne 8. ledna 2010 poskytlo Ministerstvo hospodářství seznam 28 míst v Polsku, která byla zvažována pro umístění jaderné elektrárny. Analýza polohy vzala v úvahu mimo jiné: faktory jako jsou vlastnosti terénu, dostupnost chladicí vody, umístění ve vztahu k oblastem pokrytým formami ochrany přírody a stávající a rozšiřitelné prvky infrastruktury, jako je energetika, silniční a železniční sítě. Výsledky analýz potvrdily příznivé podmínky pro výstavbu jaderné elektrárny v Pomořském vojvodství. Později společnost PGE uvedla tři potenciální místa pro jadernou elektrárnu; Żarnowiec, Choczewo, Gąski. Pozemky v uvedených lokalitách patří buď státu, nebo jako v případě Żarnowce částečně PGE. Po zúžení na Pomořansko byly dvě z lokalit, a to Żarnowiec a Lubiatowo-Kopalino, podrobeny ještě podrobnějším testům, které potvrdily, že druhá varianta je ta nejlepší jak z hlediska bezpečnosti, tak ochrany životního prostředí.
Dne 5. srpna 2015 bylo zahájeno vyhodnocení vlivů na životní prostředí (EIA) na tuto investici. Nezbytným prvkem pro vydání závěrečného stanoviska byly konzultace s oblastmi, které mohou být investicí dotčeny. V roce 2017 Polskie Elektrownie Jądrowe (PEJ) zahájily multidimenzionální environmentální výzkum, jehož realizace je v případě jaderných projektů vyžadována zákonem. Tento výzkum zahrnoval 32 tematických oblastí, včetně geologie, seismiky, hydrologie a demografie. Jako výsledek výzkumu společnost vypracovala environmentální zprávu, která byla zhotovena v březnu 2012. Součástí dokumentace bylo 19 tisíc stránek. Ukazovala, že preferovaným místem pro stavbu jaderné elektrárny je Choczewo. Choczewo se nachází přímo u Baltského moře v severní části Pomořského vojvodství u vesnic Kopalino a Lubiatowo. V jeho západní části se nacházejí jednotlivé objekty bývalého vojenského útvaru. Pro tuto investici má být vyhrazena plocha 688 ha, z toho lesy pokrývají 542 hektarů. Trvalé odlesnění se dotkne 335 až 356 ha lesů.
V říjnu 2022 byly zahájeny mezinárodní konzultace k výstavbě jaderné elektrárny v Pomořansku, adresované sousedním a blízkým zemím ohledně výstavby elektrárny. V červenci 2023 tyto konzultace skončily tím, že své postoje vyjádřilo 14 zemí: Rakousko, Bělorusko, Česko, Dánsko, Estonsko, Finsko, Nizozemsko, Litva, Lotyšsko, Německo, Slovensko, Švédsko, Ukrajina a Maďarsko. Dokumentace ke konzultaci byla poskytnuta zájemcům v září 2022 a obsahovala 1200 stran studie. Písemné připomínky předložily Rakousko, Bělorusko, Dánsko, Estonsko, Litva, Lotyšsko, Německo, Slovensko, Švédsko, Ukrajina a Maďarsko. Na žádost Rakouska, Dánska, Lotyšska a Německa zorganizovala polská strana ve Varšavě mezivládní konzultace ve formě setkání expertů. Po ukončení přeshraničních konzultací začaly v zemi sociální konzultace, včetně možnosti číst dokumentaci případu a podávat připomínky a návrhy.
Dne 19. září 2023 bylo pro tuto lokalitu vydáno závěrečné stanovisko vyhodnocení vlivů na životní prostředí. Dle posudků bude výstavba a provoz elektrárny při zachování technického, technologického a organizačního řešení uvedeného ve zprávě, jakož i při splnění podmínek životního prostředí pro realizaci záměru uvedených v rozhodnutí o podmínkách životního prostředí bez výrazného negativního dopadu na životní prostředí.
Dne 26. října 2023 oznámilo Pomořské vojvodství rozhodnutí určit umístění první jaderné elektrárny v Polsku. Dne 8. ledna 2024 PEJ oznámila, že ministr rozvoje a technologie vydal rozhodnutí, kterým uzavřel fázi projednávání věci orgány veřejné správy, kterým prohlásil nepřípustnost odvolání podaného proti tomuto rozhodnutí, které potvrzuje, že umístění elektrárny v obci Choczewo je nyní konečné. Učinění rozhodnutí o umístění otevřelo možnost podniknout další kroky ohledně výstavby elektrárny. To zahrnuje mimo jiné označení konkrétních pozemků pro výstavbu.

### Technologie
Technologie, která má být na její stavbu použita, pochází od americké společnosti Westinghouse Electric. V tomto případě mají být postaveny tři tlakovodní reaktory AP1000. K chlazení reaktorů má sloužit voda z Baltského moře přiváděná potrubím o délce 5,5 km. V procesu výběru dodavatele technologie, kterého nakonec vybrala vláda, byly kromě americké společnosti Westinghouse Electric také jihokorejská KHNP a francouzská EDF. Rozhodnutí zvolit technologii AP1000 od Westinghouse v první polské jaderné elektrárně bylo dáno především faktory zaměřenými na zpřísnění politické, vojenské a ekonomické spolupráce mezi polskou a americkou vládou.

### Výstavba
V září 2022 PEJ podala žádost Národní agentuře pro atomovou energii o získání obecného stanoviska k ověření bezpečnostních analýz plánované jaderné elektrárny. V roce 2023 získala společnost Polskie Elektrownie Jądrowe právo využívat areál pro přípravné práce a výstavbu zařízení, jakož i následný provoz jaderné elektrárny. Fáze návrhu je naplánována na roky 2024–2025 a její dokončení v roce 2026. Podle harmonogramu přijatého Radou ministrů bude v roce 2026 zahájena výstavba první polské jaderné elektrárny a v roce 2033 bude spuštěn první blok jaderné elektrárny. Další bloky budou spouštěny vždy 2 až 3 roky po předchozím.
V září 2023 podepsaly PEJ a americké společnosti Westinghouse a Bechtel dohodu o návrhu a výstavbě elektrárny. O několik dní později přijala Rada ministrů usnesení o poskytnutí financování výstavby jaderné elektrárny o celkovém elektrickém výkonu až 3750 MW v obci Choczewo s využitím technologie reaktoru AP1000.

## Informace o reaktorech
| Reaktor              | Typ reaktoru | Výkon   | Výkon   | Zahájení výstavby | Připojení k síti | Uvedení do provozu | Uzavření |
| Reaktor              | Typ reaktoru | Čistý   | Hrubý   | Zahájení výstavby | Připojení k síti | Uvedení do provozu | Uzavření |
| -------------------- | ------------ | ------- | ------- | ----------------- | ---------------- | ------------------ | -------- |
| Lubiatowo-Kopalino-1 | AP1000       | 1117 MW | 1250 MW | 2026              |                  | 2033               |          |
| Lubiatowo-Kopalino-2 | AP1000       | 1117 MW | 1250 MW |                   |                  |                    |          |
| Lubiatowo-Kopalino-3 | AP1000       | 1117 MW | 1250 MW |                   |                  |                    |          |